# 岸柳島
『岸柳島』（がんりゅうじま）は古典落語の演目。『巌柳島』、『巌流島』とも表記される。『岸柳島』という表記について、『志ん生滑稽ばなし』（立風書房）は、三遊亭圓朝が「岸の柳と書いたほうが、落語らしくイキでいい」とそちらを推したという説を記している。一方、6代目三遊亭圓生は「岸柳の方がやさしいから使うようになったんでしょうねェ」という感想を述べている。
上方落語の演目『桑名舟煙管のやり（遣）とり』（または『桑名舟七里の渡し』）を明治時代に江戸落語に移したものとされ、『桑名舟』という別題もある。
渡し船の上で煙管を吸っていた若侍が船縁で火玉を払うと雁首が水中に落下し、それを見た屑屋が吸い口だけでも自分にと持ちかけたところ若侍が激高、手打ちにすると息巻く。同乗していた老武士が自分が向こう岸で相手をすると名乗り出て、岸に近づいたときに機略で若侍を船から遠ざけるという内容。
江戸時代初期の寛文7年（1667年）に出た『和漢理屈物語』第3巻「佐久間一無兵法の事」に類話（筑前国の佐々木一無という兵法者が近江国の渡船で、兵法自慢をする侍と口論になり、近くの島に上陸して勝負すると持ちかけて相手だけ上陸させる内容）が見え、また講談では佐々木巌流を主人公として同様の話があった。武藤禎夫は、これらの先行する話に「滑稽味を加え、サゲをつけて落語に仕立てたものらしい」と述べ、さらにこうした話の源流に中国の『呂氏春秋』の一編「舟を刻んで剣を求む」があるという推測を記している。江戸小咄本では、安永2年(1773年)に出版された笑話本『坐笑産（ざしょうみやげ）』の一遍である「むだ」には、『呂氏春秋』から派生した、演目前半と類似した内容（煙管を船上から落として、船頭から「どこらへ落ちました」と言われて、唾をつけた指で船縁に印をつける）がある。
上方落語では七里の渡しが舞台となっており、演題もそこに由来する。

## あらすじ
浅草の厩橋にある舟着場。一艘の渡し舟が出ようとした瞬間、年のころは三十二、三の色の浅黒い侍が飛び込んできた。
「あー、もっとそっちィ寄れッ。町人の分際で何だその方たちは、あー？　うー、人間の形をしてやがる。邪魔だッ。寄れ!!」
「これ以上よったら川に落ちます…」
「構わん。川に飛び込め！　･･･あー、目ばたきをしてはならん。･･･息をするなッ」
なんとも無茶苦茶な侍だ。不穏な空気を載せたまま、舟は渡し場を出発した。
それからしばらく経ち…。さっきの侍が、吸殻を落とそうと舟べりでキセルを叩いた途端、罹宇（らお）が緩んでいたと見え、雁首が取れて川の中に落ちてしまった。
「雁首を探すから、舟を止めろ！」
船頭に聞くと、ここは深くてもう取ることはできないという。無念そうに侍がブツブツ言っていると、よせばいいのに乗り合わせた屑屋が、「不要になった吸い口を買い上げたいと」持ちかけた。雁首をなくしてイライラしている所で、この言葉を聞いた侍は逆上。
「落とした雁首と、貴様の雁首を引き換えにするから、その首をこっちへ出せ」
と大騒ぎになってしまう。
そこへ、中間（ちゅうげん）に槍を持たせた七十過ぎのお武家が、そこへ仲裁に乗り出した。
「お腹立ちでもござろうが、取るに足らぬ町人をお手討ちになったところで貴公の恥。乗り合わせたる一同も迷惑いたしますから、どうぞご勘弁を」
これで収まるかと思ったら、侍は仲裁に乗るどころか余計に怒り出し、お武家に決闘の申し込みをしてしまう。最初は断っていた武家だが、あまりのしつこさに覚悟を決め、「ここでは迷惑がかかるから」と舟を岸辺に戻させた。
舟の中は大騒ぎ。
「どっちが強いかな？」
「そりゃあ、若侍のほうだろうよ。まず爺さんが斬られて、返す刀であの屑屋を斬る。そいからこんだ、てめえを真っ二つに…」
「何でだよ」
「オレが頼む。『えー、そっちが済みましたらついでに････』」
「床屋じゃねえや」
若侍は袴の股立を取り、襷を掛けて、【居合い抜きの気が違ったよう】な格好をして「この爺、ただ一撃ちだ」と勇んで支度をしている。一方のお武家は、ゆっくりと槍の鞘を払い、りゅうりゅうとしごいている。
さて、舟が岸辺に到着。侍がまず飛び降りるが、お武家は何故か降りない。それどころか、侍が飛び降りた反動で舟が沖に向けて動き出した所を見計らって、槍の石突きで石垣をグーンと一突き。それでますます舟は後戻り…。たちまち岸を離れてしまった。
「こら、卑怯者！　船頭、返せ、戻せ！」
若侍は地団太踏んで怒鳴るが、老武家は相手にせず、
「船頭、あんな馬鹿に構わず、舟を出してしまえ」
老武家の機転に他の乗客たちは大喜び。もうこわくないぞと、一人川岸に取り残された侍に野次を飛ばす。
「ざまあみやがれ、宵越しの天ぷらァ」
「何だい、そりゃ？」
「揚げっぱなしィ」
《テンプラ》の雑言に呆れつつ、「悔しければ橋を渡って追っかけてこい」などと怒鳴っている奴もいる。それを聞いた侍は、何を思ったのかふんどし一丁になると、小刀（しょうとう）を咥えて川の中に飛び込んだ。意趣返しに、舟底へ穴を開けて沈める気だ…。舟の中が大騒ぎになった。お武家が「騒ぐな」と皆を制止していると、侍が水面に姿を現した。
お武家が「わしに謀（たばか）られたを恨み、舟を沈めに参ったか？」と訊ねると、若侍の答えは…。
「なぁに、さっきの雁首を探しに来た」

## バリエーション
6代目三遊亭圓生は、自分がこの演目を教わった4代目橘家圓蔵の口演では若侍を岸に上げて船を突き戻した後に船頭から「たいしたんもんでござんすね」と言われた老武士が、自分の発明ではなく佐々木巌流の故事にならったと答える下りがあったと述べている。圓生はその部分をなくしてしまったが、5代目古今亭志ん生は巌流の故事を入れて演じていた。